# Cousinia gabrieljaniae
Cousinia gabrieljaniae là một loài thực vật có hoa trong họ Cúc. Loài này được Takht. & Tamanian mô tả khoa học đầu tiên năm 1988.